# Neurolipa
Neurolipa là một chi bướm đêm thuộc họ Gracillariidae.

## Các loài
- Neurolipa randiella  (Busck, 1900)